# Lesueurina platycephala
Lesueurina platycephala is een straalvinnige vissensoort uit de familie van zuidelijke zandvissen (Leptoscopidae). De wetenschappelijke naam van de soort werd voor het eerst geldig gepubliceerd in 1908 door Fowler.